# James Mellaart
James Mellaart (London, 1925. november 14. – London, 2012. július 29.) brit régész, a törökországi Çatalhöyük fiatalabb kőkorszaki településének feltárója.
Az Isztambuli Egyetemen tanult és az ankarai Brit Régészeti Intézet segédigazgatója lett. 1951-ben török feleségével ásatásokat kezdett török lelőhelyeken. Segített azonosítani a nyugat-anatóliai "champagne-üveg" késő bronzkori kerámiatípust, amely 1954-ben Beycesultan felfedezéséhez vezetett. 1959-ben a munkák befejeztével részt vett az eredmények közlésében is. 1964-től anatóliai régészetet kezdett előadni Ankarában.
Az 1960-as években kitiltották a török lelőhelyekről a feketepiacon való kereskedelem gyanúja miatt, amiért az anyaistenség-vitában is érintett volt. 

## Művei
- 1957 "Anatolian Chronology in the Early and Middle Bronze Age". Anatolian Studies VII.
- 1963 "Early Cultures of the South Anatolian Plateau. The Late Chalcolithic and Early Bronze Ages in the Konya Plain". Anatolian Studies XIII.
- 1967 Çatalhöyük, A Neolithic Town in Anatolia. London
- 1970 Excavatians at Hacilar I-II. Edinburgh